# Perdita asteris
Perdita asteris är en biart som beskrevs av Cockerell 1896. Perdita asteris ingår i släktet Perdita och familjen grävbin. Inga underarter finns listade i Catalogue of Life.

## Bildgalleri

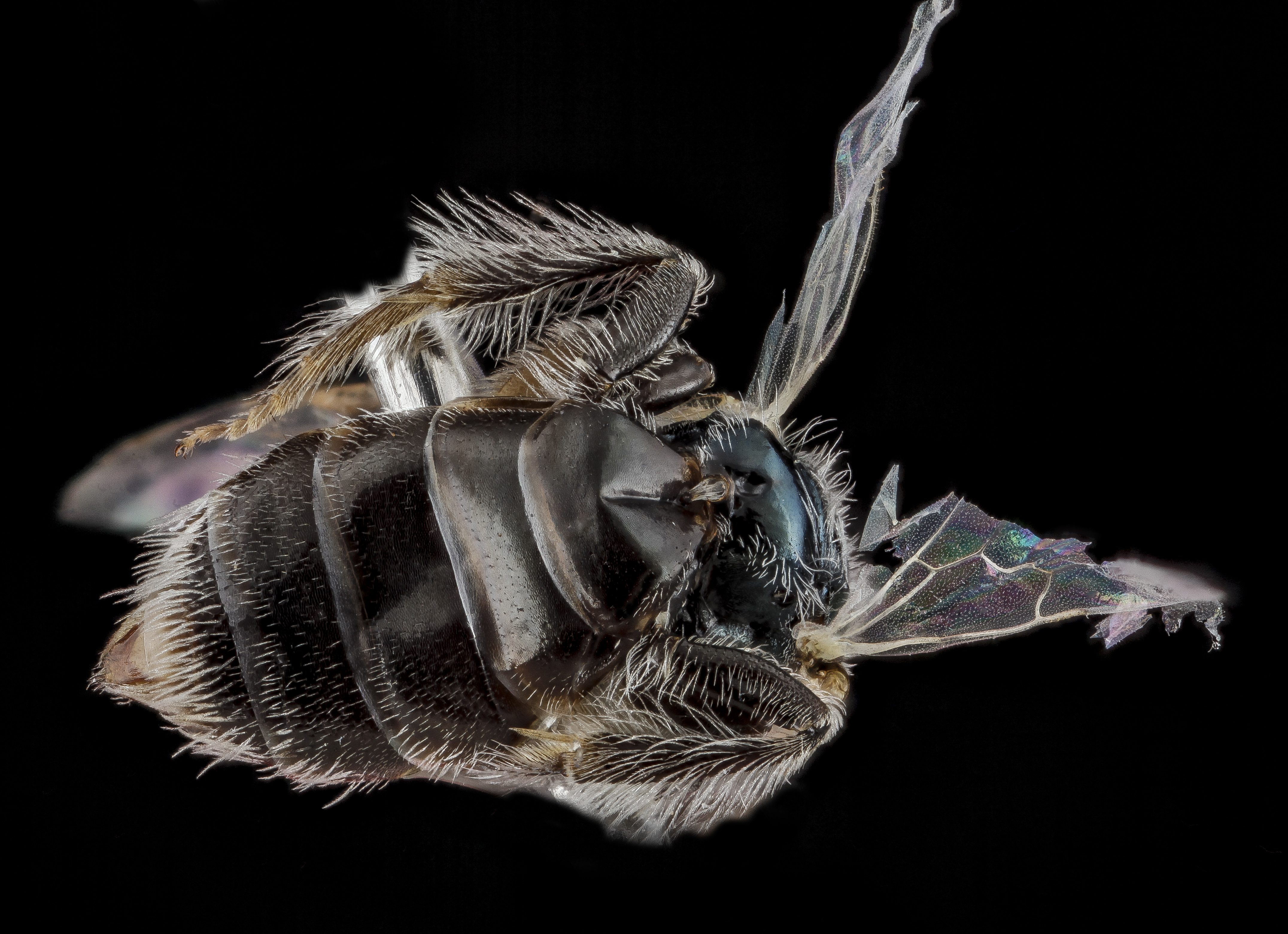
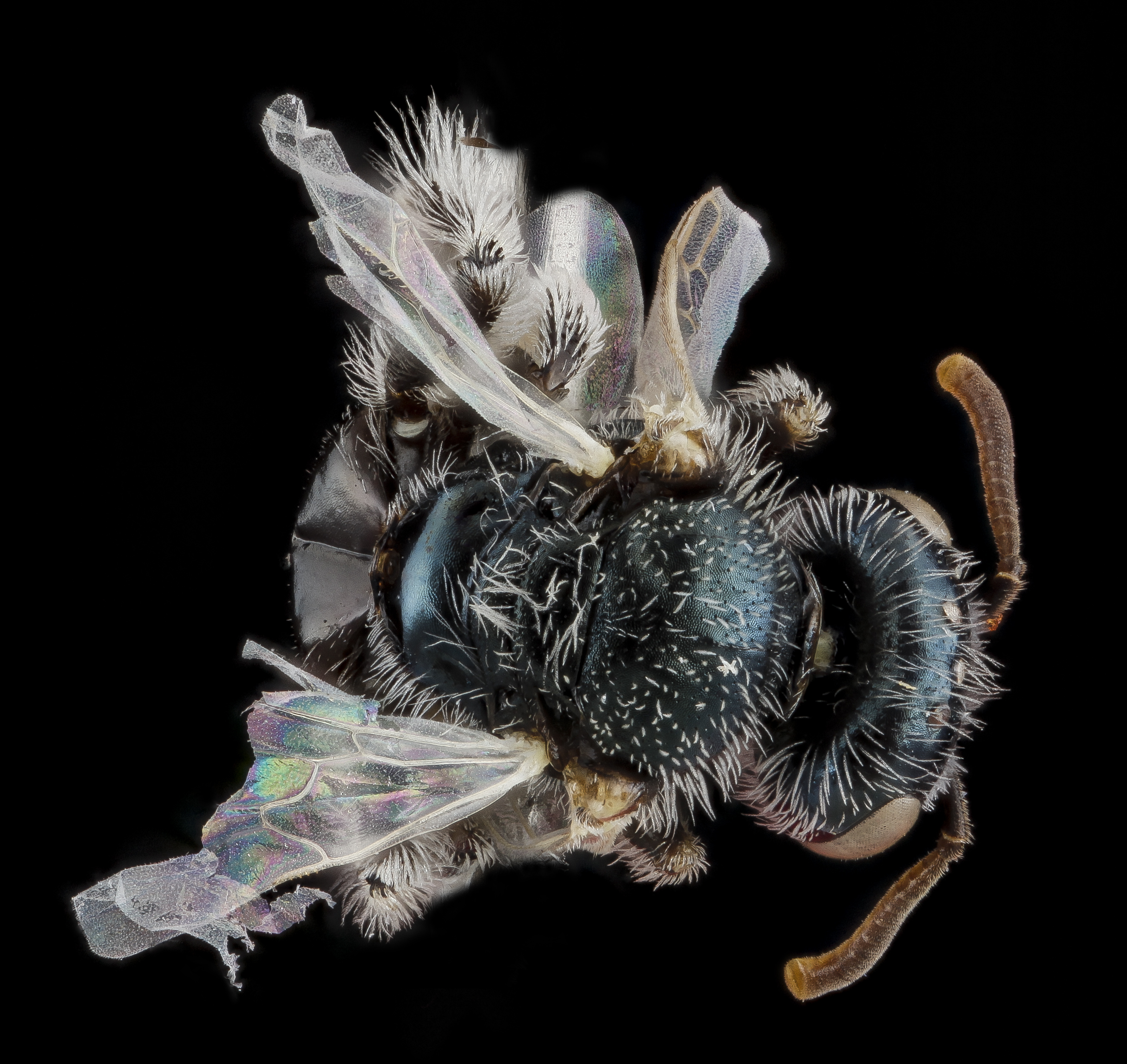
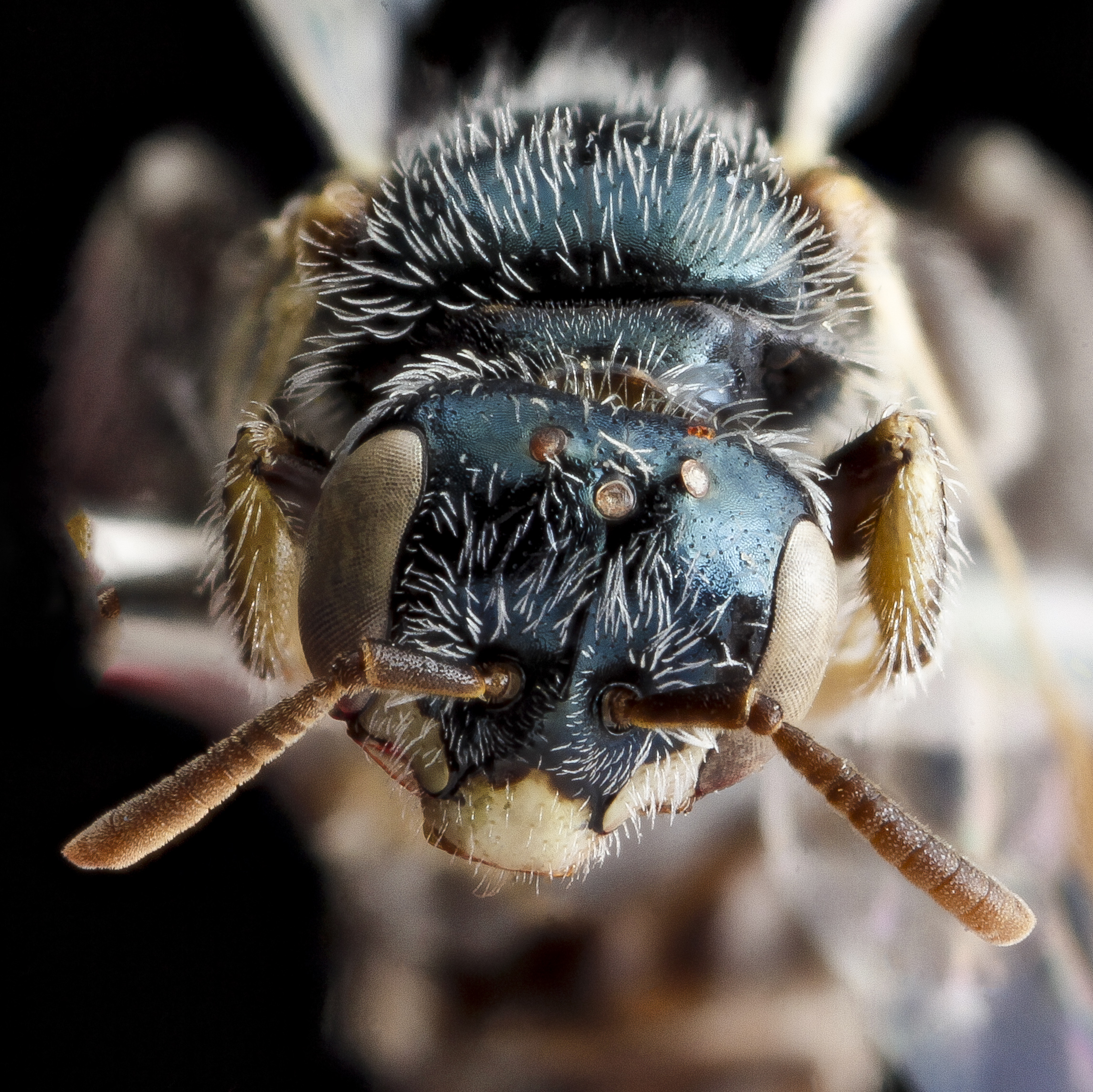
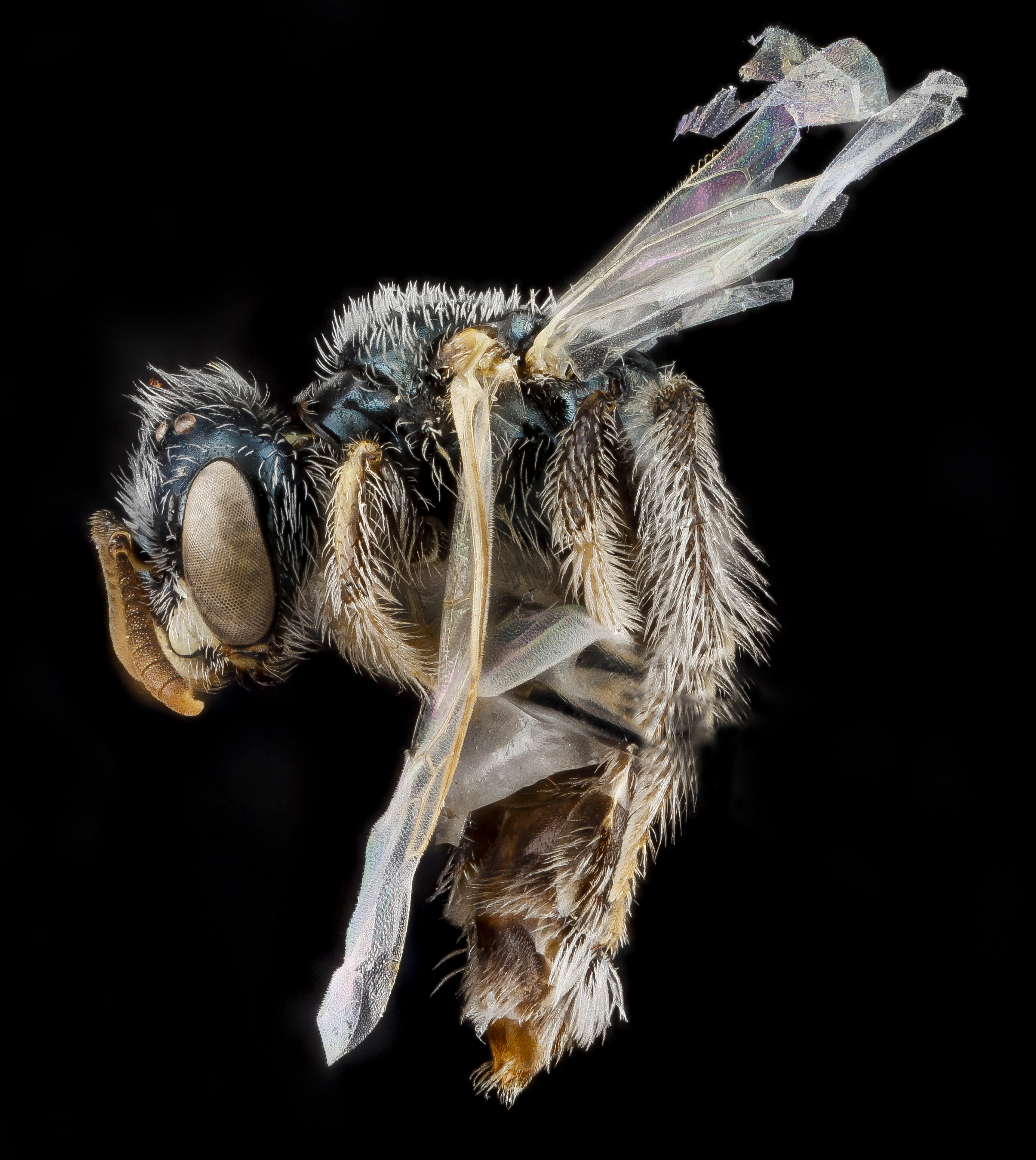